# Vila Olímpica

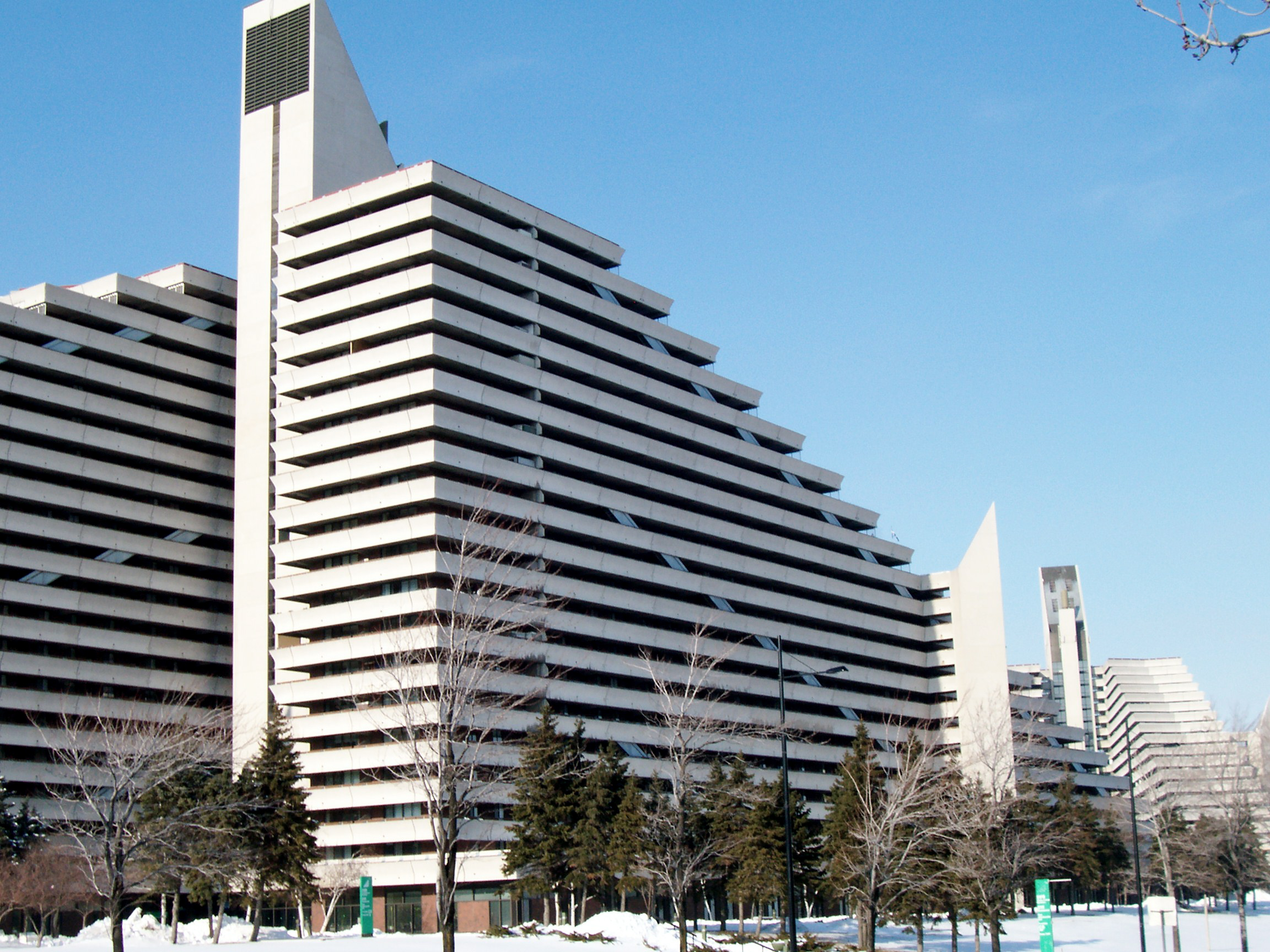
Imatge de la vila olímpica de Mont-real, utilitzada durant els Jocs Olímpics d'Estiu de 1972.

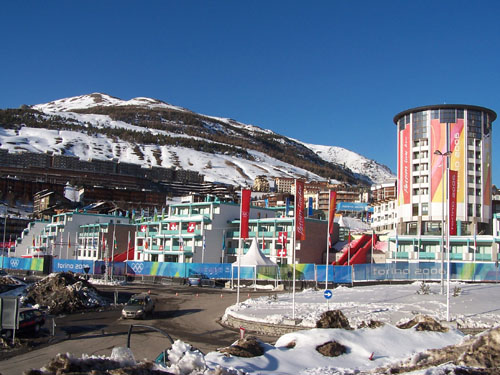
Imatge de la vila olímpica de Sestriere durant els Jocs Olímpics d'Hivern de 2006 celebrats a Torí (Itàlia).

La Vila Olímpica és una instal·lació creada per allotjar els atletes que participaran en uns Jocs Olímpics. Una vila olímpica està conformada per instal·lacions en les quals els atletes poden viure, menjar i entrenar. La idea fou proposada per Pierre de Coubertin.

## Història
Fins als Jocs Olímpics d'Estiu de 1924 els comitès olímpics de cada país participants havien de llogar propietats prop de la ciutat amfitriona, però en aquests Jocs es van construir unes cases prop de l'Stade Olympique Yves-du-Manoir a París (França) perquè els atletes triguessin menys temps a arribar a l'estadi. En els Jocs Olímpics d'Estiu de 1932 celebrats a Los Angeles (Estats Units) va sorgir la idea de la vila olímpica actual: la creació d'un grup d'edificis que s'utilitzessin per allotjar els atletes així com la construcció d'altres edificis per albergar els matèries necessaris per als jocs.

## Llista d'algunes viles olímpiques
- Jocs Intercalats de 1906 (Atenes, Grècia): l'edifici del zappeion va ser usat en els Jocs Olímpics d'Estiu de 1896 com a seu dels enfrontaments d'esgrima i en aquests com a Vila Olímpica.
- Jocs Olímpics d'Estiu de 1932 (Los Angeles, Estats Units): es va construir la primera vila olímpica a Baldwin Hills que es trobava als afores de Los Angeles. La vila va ser construïda per a atletes masculins i tenia una oficina postal, una de telègrafs, un amfiteatre, hospital, un departament de bombers i un banc. Per la seva banda les atletes femenines van ser allotjades al Chapman Park Hotel.[1]
- Jocs Olímpics d'Estiu de 1936 (Berlín, Alemanya nazi): es construïren prop de 145 habitacions en edificis d'un i dos pisos. La vila olímpica tenia un teatre, una zona esportiva d'entrenaments, un hospital i una sauna. La vila es localitzà a unes 6 milles a l'oest de la ciutat de Berlín.
- Jocs Olímpics d'Estiu de 1956 (Melbourne, Austràlia): va ser la primera vegada que es va fer referència a aquesta construcció com a Vila Olímpica, tenint dins del seu recinte un centre esportiu, una escola primària i botigues.
- Jocs Olímpics d'Hivern de 1960 (Squaw Valley, Estats Units): es van construir 4 edificis idèntics de 3 pisos cadascun, dos dels edificis segueixen en peu i van ser condicionats com a condominis.
- Jocs Olímpics d'Estiu de 1972 (Múnic, RF Alemanya): es van construir diversos edificis de 25, 22, 20, 19, 16, 15 i 12 plantes. En un d'ells es dugué a terme l'anomenada Massacre de Múnic.
- Jocs Olímpics d'Hivern de 1980 (Lake Placid, Estats Units): els atletes van ser allotjats en una presó que acabava de ser construïda.
- Jocs Olímpics d'Estiu de 1980 (Moscou, Unió Soviètica): es van construir 18 edificis de 16 plantes cadascun.
- Jocs Olímpics d'Hivern de 1984 (Sarajevo, Iugoslàvia): els edificis creats per a l'ocasió són utilitzats avui en dia com a equipaments turístics.
- Jocs Olímpics d'Estiu de 1984 (Los Angeles, Estats Units): els atletes es van allotjar als recintes de la Universitat de Califòrnia-Los Angeles (UCLA), Universitat del sud de Califòrnia (USC) i la Universitat de Califòrnia-Santa Bàrbara (UCSB).
- Jocs Olímpics d'Hivern de 1988 (Calgary, Canadà): van ser construïts edificis que ara formen part del conjunt residencial Cougar Ridge.
- Jocs Olímpics d'Estiu de 1988 (Seül, Corea del Sud): van ser construïts edificis de 21 a 14 plantes.
- Jocs Olímpics d'Estiu de 1992 (Barcelona, Catalunya): vegeu Vila Olímpica de Barcelona
- Jocs Olímpics d'Estiu de 1996 (Atlanta, Estats Units): van ser utilitzades les instal·lacions de l'Institut Tecnològic de Geòrgia i la Universitat de l'Estat de Geòrgia.
- Jocs Olímpics d'Estiu de 2000 (Sydney, Austràlia): la vila olímpica va ser creada al nou suburbi de Newington.
- Jocs Olímpics d'Hivern de 2002 (Salt Lake City, Estats Units): s'utilitzaren les dependències de la Universitat de Utah i Fort Douglas.
- Jocs Olímpics d'Estiu de 2004 (Atenes, Grècia): va ser construïda en un suburbi, que tenia edificis de 4 a 5 plantes, a l'àrea parnitha que es localitza al nord-oest d'Atenes.
- Jocs Olímpics d'Hivern de 2006 (Torí, Itàlia): es construïren tres viles olímpiques a Bardonecchia, Sestriere i Torí.
- Jocs Olímpics d'Estiu de 2008 (Pequín, RP Xina):
- Jocs Olímpics d'Hivern de 2010 (Vancouver, Canadà):
- Jocs Olímpics d'Estiu de 2012 (Londres, Anglaterra):
- Jocs Olímpics d'Hivern de 2014 (Sotxi, Rússia):
- Jocs Olímpics d'Estiu de 2016 (Rio de Janeiro, Brasil):
- Jocs Olímpics d'Hivern de 2018 (Pyeongchang, Corea del Sud):